# Victor von Stedingk

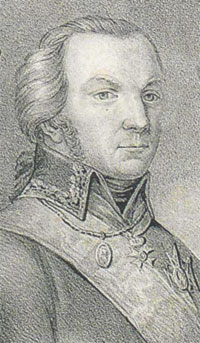
Victor von Stedingk

Victor von Stedingk (* 11. November 1751 in Lentschow; † 30. November 1823 in Stockholm; vollständiger Name Victor Karl Ernst Berend Heinrich von Stedingk) war ein schwedischer Admiral der Schärenflotte (Armeeflotte).

## Leben
Victor von Stedingk war ein Sohn von Christoph Adam von Steding (1715–1792), Major in preußischen Diensten und Lehnsbesitzer auf Lentschow in Schwedisch-Pommern, und der Christina Charlotte von Schwerin, einer Tochter des preußischen Generalfeldmarschalls Kurt Christoph von Schwerin. Sein älterer Bruder Curt von Stedingk wurde schwedischer Feldmarschall.
Victor von Stedingk trat 1762 in das Hamiltonsche Regiment in Stralsund ein. Ab dem folgenden Jahr studierte er an der Universität Uppsala und ab 1765 besuchte die Kadettenschule der Admiralität in Karlskrona. 1768 absolvierte er das Seeoffiziersexamen und im Jahr danach wurde er zum Leutnant befördert. Er fuhr zunächst auf Frachtschiffen der schwedischen Krone, was wegen seiner beschränkten finanziellen Mittel für ihn von Vorteil war, da er so kostenlos zu Unterkunft und Verpflegung kam. Zu dieser Zeit war es bei jungen Offizieren üblich, in ausländischen Diensten praktische Erfahrungen zu sammeln. Auf sein Gesuch erhielt er 1770 die Erlaubnis, ins Ausland zu gehen und diente darauf auf genuesischen und preußischen Schiffen sowie in der spanischen Kriegsflotte. Erste Seekriegserfahrungen sammelte er bei einem Zusammentreffen mit mehreren maurischen Schebecken. 1774 wurde er Hauptmann und 1777 Major in der schwedischen Kriegsflotte. Im selben Jahr wurde er als Artilleriemajor zur Schärenflotte versetzt.
Um weitere Kampferfahrungen zu gewinnen, wurde er wie sein Bruder 1778 freigestellt, um in französischen Diensten am Amerikanischen Unabhängigkeitskrieg teilzunehmen. 1779 wurde er zum Lieutenant de Vaisseau befördert. Auf dem 77-Kanonen-Schiff Diadéme nahm er in einem Geschwader unter Charles Henri d’Estaing an der Eroberung der Inseln Grenada und St. Martin teil. Obwohl er sehr unter Gicht litt, so dass er sich zeitweise nur mit Krücke fortbewegen konnte, wurde sein Einsatz bei den Seekämpfen lobend erwähnt. 1783 kehrte er mit einer Gratifikation von 2400 Livres nach Schweden zurück. Wie anderen schwedischen Offizieren, die am Unabhängigkeitskrieg teilgenommen hatten, wurden ihm der französische Militärverdienstordens und der schwedische Schwertorden verliehen.
1784 wurde er zum Oberstleutnant befördert und zum Oberadjutanten in der Schärenflotte ernannt. Als Kommandant der Fregatten Sprengtporten und af Trolle nahm er im Russisch-Schwedischen Krieg an der Seeschlacht bei Hogland am 17. Juli 1788 teil. Im August desselben Jahres wurde er mit einem Schiff ins Schärenmeer entsandt, brachte Kanonen für die Verstärkung der Schanzen nach Åbo und war bis zur Halbinsel Porkkala im Einsatz. Anfang 1790 beaufsichtigte er den Bau von mit Kanonen bestückten Sloops auf mehreren Werften in Norrland. Im Mai desselben Jahres traf er mit zwei Sloops und der mit 36 Kanonen bestückten Styrbjörn, einer Hemmema genannten Kombination aus Galeere und Segelfregatte, in Finnland ein. Im Björkösund vereinigte er sich am 3. Juni mit der unter dem Befehl des Königs Gustav III. stehenden Schärenflotte, deren Vorhut er während der Offensive der russischen Flotte am 3. Juli kommandierte. Bei diesem als Spießrutenlauf von Wyborg bezeichneten Ausbruch aus der Wyborger Bucht erlangte er große Berühmtheit. In der zweiten Schärenschlacht am Svensksund am 9. Juli 1790 befehligte er mit großem Geschick die mittlere Gefechtslinie, die aus mehreren größeren Schiffen und den meisten Galeeren bestand, und trug damit zum Sieg der Schweden bei. Als Anerkennung erhielt er von Gustav III. einen Ehrendegen. Er wurde in weiten Kreisen populär und von Carl Michael Bellman in einem Gedicht gefeiert.
1790 wurde er zum Oberst der Armee befördert und im selben Jahr zum Zeugmeister in Åbo ernannt. 1793 wurde er Generaladjutant des Königs und bald darauf Konteradmiral der Blauen Flagge und Chef des Åboer Geschwaders der Schärenflotte sowie Mitglied der Rikets allmänna ärendens beredning. 1802 wurde er zum Vizeadmiral befördert und im folgenden Jahr zum Chef des Göteborger Geschwaders und zum Mitglied der Marineverwaltung ernannt. Das Großkreuz des Schwertordens wurde ihm 1805 verliehen.
Während des Russisch-Schwedischen Krieges (1808–1809) kommandierte er die Schärenflotte an der Süd- und Westküste Schwedens. Nach der Absetzung Gustav IV. Adolf 1809 wurde er zum Generaladjutanten für die Flotte ernannt und zum Admiral befördert. 1811 wurde er in den schwedischen Adelsstand naturalisiert und in den Freiherrnstand erhoben. Im selben Jahr wurde er zum Chef der Marineverwaltung und des Flottenkonstruktionskorps ernannt. 1813 wurde er Chef der gesamten Schärenflotte und speziell des Stockholmer Geschwaders. Zuletzt wurde er 1818 zum Generaladmiral ernannt. Einer immer häufiger von Militärs und Politikern geforderten Vereinigung von Kriegs- und Schärenflotte unter einem gemeinsamen Kommando stand er ablehnend gegenüber. Diese wurde erst im Jahr nach seinem Tod durchgeführt.
Stedingk wohnte 1784 bis 1787 und von 1811 bis zu seinem Tod in der Långa Raden auf Skeppsholmen. Er wurde auf dem Galärvarvskyrkogården (Galeerenwerftfriedhof) in Stockholm beigesetzt.
Victor von Stedingk heiratete 1794 Lovisa Löf (* 1764; † 13. September 1832), die Tochter des Hofbediensteten Johan Gottfrid Löf. Mit ihr hatte er zwei Söhne und drei Töchter, von denen ein Sohn und zwei Töchter das Erwachsenenalter erreichten.